# Concilium musicum Wien
Le Concilium musicum Wien est un orchestre autrichien fondé à Vienne en 1982 par Paul Angerer et son fils Christoph Angerer pour interpréter des œuvres musicales du XVIIIe siècle.

## Présentation
Le Concilium musicum Wien est un orchestre fondé à Vienne en 1982 par Paul Angerer et son fils Christoph Angerer,.
Au cours de son existence, le répertoire de l'ensemble n'a cessé de s'élargir. Le Concilium musicum Wien est connu pour son large spectre musical - de la musique de l'époque baroque à la musique de danse du XIXe siècle. Il fait connaître de la musique peu connue, interprète la musique de compositeurs injustement oubliés et redonne vie à des œuvres rarement jouées des grands classiques. L'ensemble joue sur des instruments originaux d'avant et vers 1800.
En 25 ans d'existence, le Concilium musicum Wien a donné plus de 2 300 représentations dans plus de 500 villes. Rien qu'à Vienne, le Concilium musicum Wien s'est produit dans 53 salles différentes. Ces dernières années, il a joué 540 œuvres de 240 compositeurs, dont 125 œuvres de Joseph Haydn, 50 de Johann Michael Haydn et 100 œuvres de Wolfgang Amadeus Mozart.
Les concerts spéciaux comprenaient la première mondiale de l'opéra La corona (de) de Christoph Willibald Gluck au château de Schönbrunn à Vienne, des concerts avec « Musique d'église autrichienne » au Festival de musique de Dresde (de) et au Printemps de Prague, « Classiques de Salzbourg et de Mannheim » au Schwetzinger SWR Festspiele, de l'oratorio de Joseph Haydn Les Sept Dernières Paroles de Notre Sauveur en Croix dans la version chœur / orchestre sur le lieu de la première à Cadix (Espagne), la réinterprétation et la première production de la cantate Applauses de Joseph Haydn, une série de concerts pour la "Jeunesse" à Vienne, un concert au Carnegie Hall à New York, des concerts au Festival international Haydn (de) à Eisenstadt, une tournée de concerts de cinq semaines à travers la Chine et l'Asie du Sud-Est, des concerts en Libye en tant que premier ensemble européen.
Des enregistrements radiophoniques et télévisés ainsi que de nombreux enregistrements illustrent le répertoire du Concilium musicum Wien. Pour l'enregistrement complet des « Sonates d'Église » de Wolfgang Amadeus Mozart, l'ensemble a reçu le Prix d'interprétation Mozart « Flötenuhr » de la Communauté Mozart de Vienne et de la Ville de Vienne.